# Dimefuron
Dimefuron ist eine chemische Verbindung aus der Gruppe der Phenylharnstoffe, die als Herbizid verwendet wird.

## Synthese
Dimefuron wird ausgehend von 3-Chlor-4-nitroanilin durch Reaktionen mit Phosgen, Dimethylamin und Natriumnitrit hergestellt.

## Verwendung
Dimefuron wird überwiegend durch die Wurzeln aufgenommen und zählt zu den selektiven Bodenherbiziden. Es hemmt den Elektronentransport im Photosystem II der Photosynthese, was die Hill-Reaktion unterbricht.
Die Selektivität der Harnstoff-Derivate beruht auf ihrer Verteilung im Boden. Sie sind wenig wasserlöslich und werden vom Boden stark adsorbiert, was sie im obersten Bodenhorizont festhält. Unkräuter mit ihren flachen, nur in die obere Bodenschicht reichenden Wurzeln nehmen toxische Mengen auf und sterben ab. Die tiefer wurzelnden Nutzpflanzen dagegen nehmen nur unschädliche Mengen auf. Bei Starkniederschlägen kann das Herbizid jedoch trotzdem in tiefere Bodenschichten verlagert werden. Nur wenige Pflanzenarten wie Baumwolle metabolisieren Harnstoff-Derivate schnell und hängen nicht von dem physikalischen Selektivitätsmechanismus ab.
Dimefuron wird – häufig in Kombination mit Carbetamid – im Baumwoll-, Erdnuss-, Raps-, Luzerne- und Weizenanbau verwendet.

## Zulassung
Dimefuron ist 2002 nicht in die Liste der in der EU zugelassenen Pflanzenschutzmittel-Wirkstoffe aufgenommen worden.
In Deutschland, Österreich und der Schweiz ist kein Präparat mit diesem Wirkstoff zugelassen.